# Vancouver Grizzlies 1999-2000
La stagione 1999-2000 dei Vancouver Grizzlies fu la 5ª nella NBA per la franchigia.
I Vancouver Grizzlies arrivarono settimi nella Midwest Division della Western Conference con un record di 22-60, non qualificandosi per i play-off.

## Roster
| N° | Naz.                       | Ruolo | Sportivo            | Anno | Alt. | Peso |
| -- | -------------------------- | ----- | ------------------- | ---- | ---- | ---- |
| 1  | Stati Uniti (bandiera)     | AC    | Cherokee Parks      | 1972 | 211  | 107  |
| 2  | Stati Uniti (bandiera)     | GA    | Doug West           | 1967 | 198  | 91   |
| 3  | Stati Uniti (bandiera)     | A     | Shareef Abdur-Rahim | 1976 | 206  | 102  |
| 5  | Belize (bandiera)          | G     | Milt Palacio        | 1978 | 191  | 88   |
| 8  | Stati Uniti (bandiera)     | GA    | Michael Dickerson   | 1975 | 196  | 86   |
| 9  | Stati Uniti (bandiera)     | A     | Dennis Scott        | 1968 | 203  | 229  |
| 10 | Stati Uniti (bandiera)     | G     | Mike Bibby          | 1978 | 185  | 86   |
| 13 | Rep. Dominicana (bandiera) | G     | Felipe López        | 1974 | 196  | 199  |
| 20 | Stati Uniti (bandiera)     | G     | Brent Price         | 1968 | 185  | 75   |
| 23 | Stati Uniti (bandiera)     | A     | Joe Stephens        | 1973 | 201  | 95   |
| 24 | Stati Uniti (bandiera)     | AC    | Othella Harrington  | 1974 | 206  | 107  |
| 43 | Stati Uniti (bandiera)     | A     | Grant Long          | 1966 | 203  | 102  |
| 50 | Stati Uniti (bandiera)     | C     | Bryant Reeves       | 1973 | 213  | 125  |
| 54 | Nigeria (bandiera)         | AC    | Obinna Ekezie       | 1975 | 206  | 270  |
| 55 | Stati Uniti (bandiera)     | AC    | Antoine Carr        | 1961 | 206  | 102  |

## Staff tecnico
- Allenatori: Brian Hill (4-18) (fino al 16 dicembre)[1], Lionel Hollins (18-42)
- Vice-allenatori: Lionel Hollins (fino al 16 dicembre), Jim Boylan, Jack Nolan, Lawrence Frank